# Fyziologie živočichů
Fyziologie živočichů je srovnávací fyziologie, studuje a porovnává funkční podstatu, příbuznost a odlišnost fyziologických funkcí různých skupin živočichů a usuzuje z nich na zákonitosti vývoje živočišného organismu a fylogenetických vztahů.
Ekologická fyziologie živočichů studuje změny fyziologických vztahů vznikající vlivem působení faktorů vnějšího prostředí na živočišné organismy. Na základě zobecnění těchto údajů usuzuje fyziologie živočichů na zákonitosti přirozeného vývoje funkcí. Srovnávací přístup ve fyziologii živočichů má také význam metodický, pro studium se vybírají takové biologické modely, které jsou pro poznání určité funkce nejvhodnější.

## Rozdělení
Fyziologii živočichů lze rozdělit na
- Fyziologie živočišné buňky
- Fyziologické děje na plazmatické membráně
- Metabolismus a výživa
- Termoregulace
- Fyziologie pohybu
- Tělní tekutiny
- Oběhové soustavy
- Dýchání
- Trávení a vstřebávání
- Vylučování a osmoregulace
- Humorální regulace
- Nervové regulace
- Fyziologie smyslů

## Fyziologie pohybu
Obecně rozlišujeme dva základní typy pohybu: pasivní a aktivní.

### Pasivní
Pasivní pohyb lze charakterizovat jako pohyb s využitím vnějších faktorů prostředí, tedy bez jakékoliv vlastní pohybové aktivity. Řada živočichů využívá pro vlastní pohyb fyzikální jevy – pohyb vody (vlny, proudy) nebo vzduchu (konvekce, kondukce). Například přenos větrem (běžník), vodou (ryby). Další možností je přemísťování s využitím jiných živočichů (blecha), kdy jsou takto přepravováni například exo- a endoparazité a foretičtí živočichové.

### Aktivní
Aktivní pohyb je výsledkem vlastní pohybové činnosti živočicha v prostoru. Tento typ, který
umožňuje aktivně a efektivně regulovat pozici a polohu živočicha v prostoru je zdaleka
nejběžnější. Způsoby, jakými se živočichové pohybují v prostoru jsou velmi rozmanité v závislosti na adaptaci anatomie živočicha a prostředí (voda, půda, vzduch, vnitřní prostředí jiných organizmů atd.) Rozdílná je také rychlost pohybu živočichů.

#### Mechanismy aktivního pohybu živočichů
Podle mechanismu, jakými pohyb vzniká, rozlišujeme základní tři typy pohybů. Pohyb pomocí bičíků nebo brv a améboidní pohyb, se vyskytuje většinou u jednobuněčných živočichů. Všichni mnohobuněční živočichové se pohybují principiálně jednotným způsobem – pomocí svalů.

##### Pohyb pomocí brv nebo bičíků
Pohyb pomocí brv nebo bičíků se vyskytuje zejména u jednobuněčných organizmů, ale vykytuje se například i u spermie, epitelové buňky apod. Tento typ pohybu funguje pouze v tekutém prostředí, Struktura brv i bičíků je podobná a principiálně se pohyb bičíky a brvami neliší. Bičíky bývají zpravidla větší a delší a vyskytují se jednotlivě nebo v malých shlucích.
- Pohyb pomocí brv.
- Pohyb pomocí bičíku.
- Měňavka velká v pohybu.

##### Améboidní pohyb
améboidní pohyb je typický pro jednobuněčné živočichy (Měňavka velká) a zároveň se uplatňuje u některých specializovaných buněk mnohobuněčných živočichů. Setkáváme se s ním např. u bílých krvinek obratlovců. Améboidní
pohyb jednobuněčných živočichů spočívá ve vytváření pseudopodií.

##### Svalový pohyb
Svalový pohyb je nejrozšířenějším pohybem živočichů. Svalový pohyb představuje
základ pro pohyb většiny mnohobuněčných živočichů, přičemž je užíváno obvykle specializovaný orgán. Stejně tak veškeré tvarové změny, ohyby, posuny či kontrakce orgánů vznikají pomocí svalového pohybu. Buňky svalů jsou specializovány na to, aby transformovaly energii ATP na kontraktilní pohyb. Svalový pohyb je uskutečňován různě diferencovanou svalovinou. Svalové skupiny vždy působí proti sobě – první se natahuje, druhá se zkracuje. Vývojový posun představuje spojení svalů s kostrou. Činnost svalů provázejí různé děje, které jsou buď podmínkou svalové práce (např. strukturální, mechanické a elektrické změny), nebo následkem práce svalů (tepelné změny).
Fylogeneze svalové soustavy
1. Žahavci (Cnidaria) – mají svalové buňky, v nich myofibrily tvořící svalový epitel
2. Ploštěnci (Plathelminthes), pásnice (Nemertini), hlísti (Nemathelminthes), vrtejši (Acanthocephalia), hlavatci (Priapulida), kroužkovci (Annelida) – mají kožně-svalový vak, svalovina se rozlišuje na okružní a podélnou (liší se směrem průběhu svalových vláken), u kroužkovců se objevují i svaly samostatné (s. pro stahování hltanu).
3. Měkkýši (Mollusca) – mají nohu tvořenou hladkou svalovinou, u hlavonožců jsou však vyvinuty jednotlivé svaly, poprvé se zde objevují příčně pruhované svaly.
4. Členovci (Arthropoda) – existují příčně pruhované svaly 

##### Opěrné systémy
Aby mohly svaly odpovědné za pohyb a držení těla vykonávat svou činnost, je
nezbytné, aby byly upnuty k pevnému podkladu. U živočichů jsou proto vyvinuty různé
formy opěrných systémů. Rozeznáváme tři základní typy opěrných systémů:
- hydrostatický skelet
- exoskelet
- endoskelet.

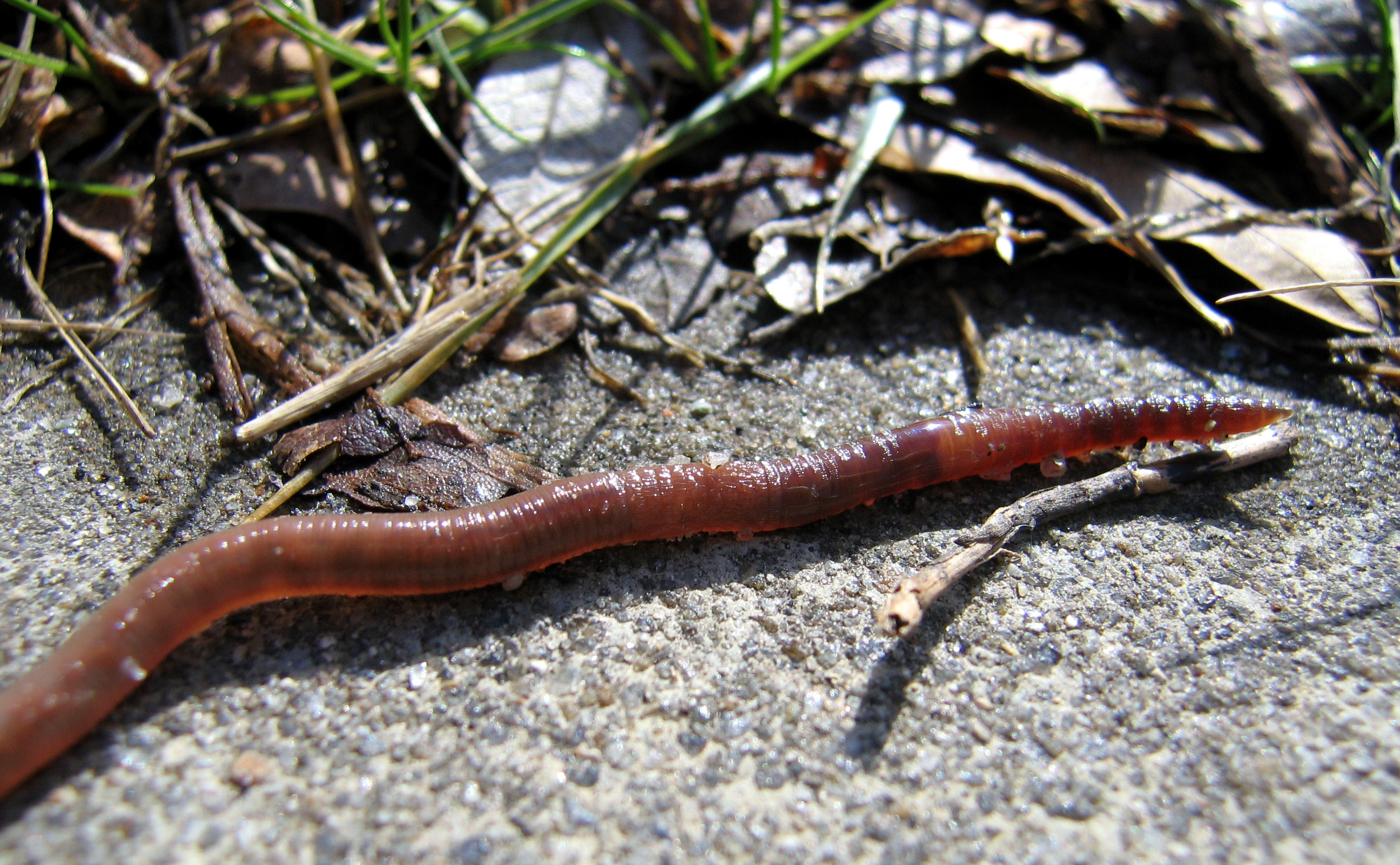
Žížala - tělo zpevněné hydrostatickým skeletem.

Hydrostatický skelet (Hydroskelet) se vyskytuje u bezobratlých živočichů s měkkými těly, jako jsou např. kroužkovci nebo larvy hmyzu. Určité oddíly těla naplněné tekutinou (většinou hemolymfou) pod vysokým tlakem. Pohybu je zpravidla dosahováno střídáním kontrakce a relaxe svalových vrstev v různých segmentech, které se oproti jiným více zužují nebo prodlužují.

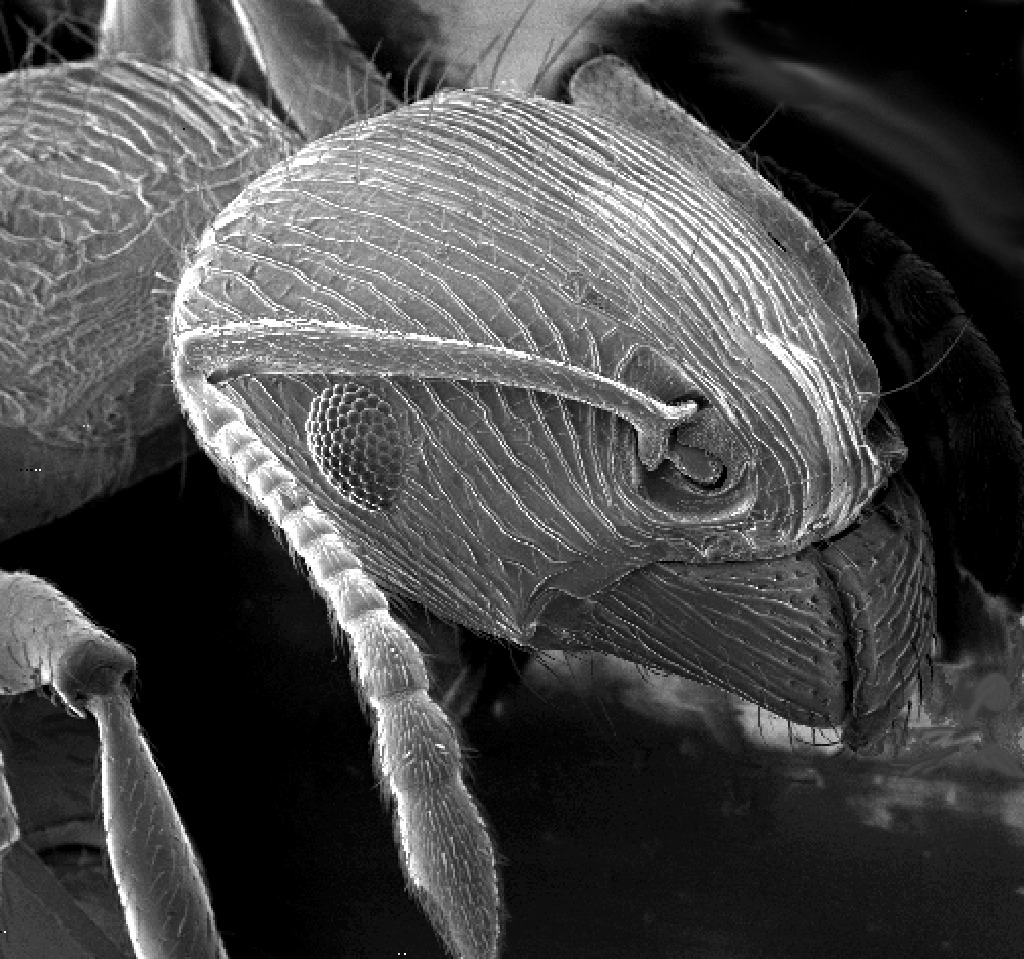
Exoskelet, hlava mravence.

Exoskelet (vnější kostra) je pevná opěrná soustava na povrchu živočicha a kromě pevné opory pro svaly má exoskelet významnou úlohu při ochraně měkkého těla. Exoskelet se vyskytuje u členovců a měkkýšů. U členovců je svalovina připevněna na exoskelet, jejich tělo je segmentováno a jednotlivé segmenty jsou volně spojeny, stahování svalů umožňuje živočichovi pohyb. Vnější skelet (kutikula) je chemicky složen z chitinu (polysacharid) a bílkovinné složky (sklerotinu) a poskytuje pevný, ale přitom pružný materiál. Kutikula však neumožňuje živočichovi růst a zvětšovat své
tělo. Proto se těsné kutikuly musí živočich zbavovat. Kutikula hmyzu však také v záhybech nebo lištách vybíhá i do nitra těla a poskytuje tak svalům oporu i zevnitř – podobně jako pravé endoskelety.

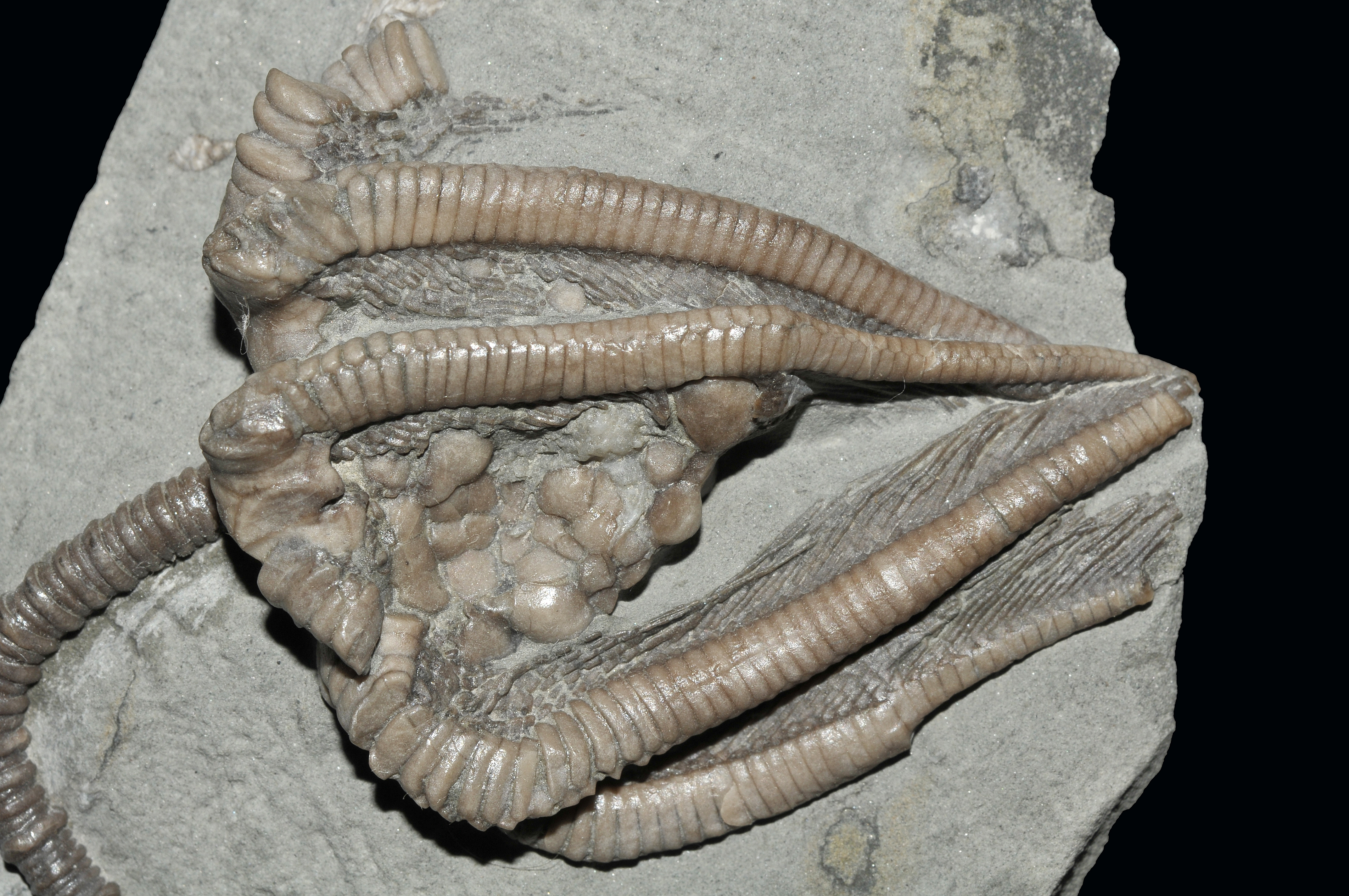
Lilijice, endoskelet ostnokožce.

Endoskelet (vnitřní kostra) je opěrná soustava uvnitř těla živočicha. Vyskytuje se
zejména u obratlovců, některé formy endoskeletu existují také u některých
bezobratlých (např. ostnokožců). Základní funkce endoskeletu je vytvářet pevnou
konstrukci proti které se mohou svaly kontrahovat a tak realizovat pohyb. U obratlovců
je endoskelet tvořen kostmi spojenými klouby. Stavebním základem kostí je převážně
fosforečnan vápenatý. U některých obratlovců (žraloci) je kostra tvořena chrupavkou,
často inkrustovanou uhličitanem vápenatým.